# XXII Conferência Internacional sobre o Aids
A XXII Conferência Internacional sobre o Aids foi o vigésimo segundo evento mundial organizado pela Sociedade Internacional de AIDS. Realizou-se na cidade de Ámsterdam do 23 ao 27 de julho de 2018.
A conferência teve lugar 35 anos após a descoberta do vírus da inmunodeficiencia humana, ocorrido em #o França o 20 de maio de 1983.

## Progresso até o momento
Está em marcha o Plano 90–90–90 que finaliza em 2020 e tem como objectivo conseguir que o 90% dos seropositivos conheça sua condição, o 90% destes receba tratamento e o 90% destes esteja negativizado.
Ficam 12 anos para atingir 2030, ano projectado para o lucro da erradicação da doença. As Investigações trabalham na busca de um método que elimine o vírus dos reservorios celulares.

## Organização
A Conferência Internacional sobre o Aids regressou a Ámsterdam 26 anos depois, depois do evento de 1992. A presidente do IAS Linda-Gail Bekker será a encarregada de presidir a Conferência e terminada esta concluirá seu mandato, para dar passo a seu sucessor e novo líder da luta contra o HIV/aids no Mundo.

## Temática
Foram convidados 15.000 pessoas mas estima-se que terá mais de 18.000 assistentes. Planea-se tratar entre outras coisas:
- Debate sobre a efectividade do PrEP, posta em dúvida por resultados positivos em alguns utentes.
- Debate sobre uma nova política para frear a epidemia em África subsaariana.